# Leola (Dél-Dakota)
Leola település az Amerikai Egyesült Államok Dél-Dakota államában, McPherson megyében, melynek megyeszékhelye is. Lakosainak száma 434 fő (2020. április 1.).

## Népesség
A település népességének változása:

| 2010 | 457 |
| 2020 | 434 |